# Seznam gruzinskih košarkarjev
Seznam gruzinskih košarkarjev.

## B
- Beka Bekauri
- Anatolij Boisa
- Vladimer Boisa
- Beka Burjanadze

## C
- Giorgi Cincadze
- Nikoloz Ckitišvili

## Č
- Beqa Čikviladze

## L
- Besik Ležava

## M
- Manučar Markoišvili (Manuchar Markoishvili)
- Richard Matiašvili
- Nika Metreveli

## N
- Vato Nacvlišvili

## P
- Levan Pacacia
- Zaza Pačulia

## R
- Revaz Rogava

## S
- Duda Sanadze
- Viktor Sanikidze
- Vladimir (Vladimer) Stepania

## Š
- Tornike Šengelia

## U
- David Ugrehelidze